# Impresa pubblica
Un'impresa pubblica è un'impresa il cui capitale o patrimonio è conferito in tutto o in parte da uno o più soggetti pubblici, ossia dallo Stato o altri enti pubblici. Quando solo una parte del capitale è conferita da soggetti pubblici, si parla d'impresa pubblica in senso stretto se tale quota è maggioritaria o, quantomeno, consente il controllo dell'impresa, altrimenti si parla d'impresa mista.
Il concetto di impresa pubblica presuppone un sistema economico in cui la proprietà dei mezzi di produzione è consentita ai privati: nei sistemi comunisti tutte le imprese sono pubbliche (salvo qualche marginale eccezione) sicché non ha senso parlare di impresa pubblica come categoria a sé. La presenza di imprese pubbliche è una delle caratteristiche dei sistemi ad economia mista.

## Evoluzione storica
L'uso dell'impresa pubblica come strumento di intervento nell'economia ha conosciuto una notevole fortuna nel corso del XX secolo, anche se non ha avuto in tutti i paesi la stessa estensione: ad esempio, minore negli Stati Uniti ma assai più rilevante in Europa, specie in Italia e in Francia. Il culmine dell'espansione del sistema delle imprese pubbliche è stato toccato negli anni settanta mentre a partire dal decennio successivo si è ovunque verificato un processo di ridimensionamento conseguente, da un lato, all'affermarsi di concezioni politico-economiche di stampo neoliberista e, dall'altro, alla constatazione degli aspetti negativi di questo tipo d'intervento pubblico nell'economia: costi elevati, dovuti anche alla scarsa efficienza delle imprese pubbliche (per la carenza d'incentivi a minimizzare i costi e a migliorare la qualità), sempre meno sostenibili di fronte all'esigenza di porre rimedio al crescente debito pubblico; commistioni tra scelte manageriali dell'impresa e scelte politiche, al punto di piegare talvolta le prime a logiche di tipo clientelare; distorsione della concorrenza, essendo le imprese pubbliche avvantaggiate nei confronti di quelle private, poiché per loro è meno stringente l'esigenza di chiudere in attivo il bilancio.
Tale ridimensionamento è avvenuto con un processo che va sotto il nome di privatizzazione e comporta:
- il mutamento della forma giuridica dell'impresa pubblica verso assetti più flessibili ed adeguati all'esercizio di attività imprenditoriali ed, in particolare, la trasformazione delle aziende autonome e degli enti di diritto pubblico in società di diritto privato (privatizzazione formale);
- la vendita a privati delle partecipazioni nelle società, anche al fine di destinare i proventi al risanamento del bilancio pubblico (privatizzazione sostanziale o materiale). Va detto che non sempre questa fase è seguita alla precedente, vuoi per scelta politica, vuoi per l'oggettiva difficoltà a trovare acquirenti, sicché in certi casi la privatizzazione si è limitata all'aspetto giuridico-formale.

Anche le privatizzazioni non si sono mostrate esenti da problemi: da un lato, il rischio che la vendita delle partecipazioni avvenga in modo non trasparente, senza una genuina competizione tra i potenziali acquirenti; dall'altro, il rischio che il monopolio pubblico si trasformi in un monopolio privato o che, più in generale, la conduzione dell'impresa privatizzata entri in conflitto con l'interesse pubblico. Quest'ultimo è un aspetto del più ampio problema di far collimare le scelte delle imprese private con l'interesse pubblico una volta che si escluda il ricorso all'impresa pubblica: l'alternativa solitamente utilizzata è la regolazione (si suol dire che si è passati dallo stato-imprenditore allo stato-regolatore) spesso affidando ad autorità amministrative indipendenti la funzione di fissare le regole e controllarne l'osservanza, ma anche questa soluzione non sempre si è dimostrata del tutto efficace. In certi casi lo stato si riserva, di solito per un periodo di tempo limitato, la cosiddetta golden share (letteralmente, in inglese, 'azione d'oro'), una speciale azione della società privatizzata, che gli conferisce particolari poteri riguardo alla decisioni societarie (ad esempio, quello di bloccare determinate decisioni).
Una parziale inversione della tendenza verso la privatizzazione si è avuta con la grande recessione: alcuni stati, infatti, hanno nazionalizzato le imprese bancarie e finanziarie più compromesse, onde evitarne il fallimento.

## Caratteristiche
Dal punto di vista economico-aziendale le imprese pubbliche rientrano nella più ampia categoria delle aziende pubbliche; più precisamente sono aziende pubbliche di produzione in quanto vendono sul mercato i beni e servizi prodotti, finanziandosi con i proventi della vendita; questo le distingue dalle aziende pubbliche di erogazione che, invece, erogano servizi (si pensi alla legislazione, alla difesa, alla tutela dell'ordine pubblico ecc.) finanziandosi con le entrate fiscali (direttamente o attraverso trasferimenti da altre amministrazioni pubbliche).
Nella pratica la distinzione tra i due tipi di azienda pubblica non è sempre netta poiché possono presentarsi casi intermedi, come le istituzioni che operano in parte come aziende di produzione e in parte come aziende di erogazione (nel qual caso si parla di aziende pubbliche composte) o che vendono i loro prodotti ad un prezzo inferiore a quello di mercato, finanziando la differenza con entrate di origine fiscale.

## Finalità
L'impresa pubblica è uno degli strumenti d'intervento pubblico nell'economia; ad essa si ricorre generalmente per:
- evitare la formazione di monopoli privati in quelle produzioni che, per loro natura, tendono dar luogo a questa forma di mercato (monopolio naturale); ne sono esempi le reti ferroviarie, stradali ed autostradali, le reti di distribuzione di acqua potabile, gas ed elettricità, i porti, gli aeroporti ecc.;
- assicurare la prestazione di quei servizi di pubblica utilità che i privati potrebbero ritenere non conveniente produrre (si pensi al servizio postale o ai trasporti ferroviari per numeri esigui di passeggeri);
- assicurare il controllo pubblico sulla produzione di beni e servizi indispensabili o di particolare rilevanza per la sicurezza nazionale;
- stimolare lo sviluppo economico di aree arretrate del territorio nazionale o di settori ritenuti fondamentali (ad esempio, chimica, fonti energetiche, alta tecnologia) sopperendo alla carenza di investimenti privati;
- contenere la disoccupazione assorbendo la manodopera in eccesso.

Da quanto si è detto emerge che le imprese pubbliche, a differenza di quelle private, non hanno come fine principale il profitto: per esse il profitto non costituisce un obiettivo ma, semmai, un vincolo, nel senso che, nel perseguire i loro obiettivi, devono comunque operare in condizioni di economicità. Ciò non toglie che possano esistere anche imprese pubbliche finalizzate a generare entrate per l'ente proprietario, ad esempio sfruttando monopoli imposti dalla legge allo scopo di assicurare al soggetto pubblico i conseguenti maggiori profitti (sono i cosiddetti monopoli fiscali, di cui sono esempi, in Italia, la lavorazione dei prodotti a base di tabacco, il gioco del lotto e le lotterie nazionali).
Il vincolo di economicità, cui si è accennato, impone che l'impresa pubblica chiuda i bilanci con utili idonei ad assicurare l'adeguata remunerazione del capitale investito; in realtà questo non sempre avviene, sovente a causa della scelta politica di vendere i beni o servizi prodotti ad un prezzo inferiore ai costi di produzione (il cosiddetto prezzo politico) addossando le conseguenti perdite al bilancio dell'ente pubblico proprietario: si tratta di un modo indiretto, e poco trasparente, di sovvenzionare la produzione. Il prezzo politico di cui si è detto va tenuto distinto dal prezzo pubblico che è quello praticato dall'impresa pubblica monopolista (o dal monopolista privato soggetto a regolazione pubblica) in misura tale da coprire i costi di produzione, riununciando così all'extraprofitto che avrebbe potuto trarre dalla posizione di monopolio.

## Creazione ed esercizio
Le imprese pubbliche possono essere create direttamente dallo stato o altri enti pubblici oppure possono nascere come imprese private successivamente acquistate dal soggetto pubblico o trasferite allo stesso a seguito di un provvedimento unilaterale, in virtù del potere ablatorio (si parla, in quest'ultimo caso, di nazionalizzazione, che è una forma particolare di espropriazione per pubblica utilità).
L'impresa pubblica può essere esercitata:
- da un'amministrazione pubblica con i propri organi
- da un'organizzazione apposita, dotata di una certa autonomia, creata all'interno di un'amministrazione pubblica (azienda autonoma)
- da un apposito ente pubblico (sono quelli che in Italia prendono il nome di enti pubblici economici)
- da una società di capitali di diritto privato controllata da una o più amministrazioni pubbliche (società a partecipazione pubblica) ovvero le società in house; in certi casi queste società sono disciplinate da norme speciali, che derogano la disciplina generale delle società private
- da un soggetto privato, in virtù di una concessione; in tal caso l'esercizio dell'impresa viene trasferito al privato (concessionario) mentre la sua titolarità resta al soggetto pubblico, che mantiene poteri di direzione e vigilanza

In alcuni paesi si sono formati gruppi d'imprese, anche molto estesi, con al vertice imprese pubbliche nel ruolo di holding: è il caso dell'Italia fino agli anni novanta del secolo scorso, quando tre enti pubblici economici (enti di gestione), IRI, Eni ed EFIM, controllavano direttamente o indirettamente numerose società.